# Amphion (Schiff, 1913)
HMS Amphion war ein Aufklärungskreuzer („scout cruiser“) der Active-Klasse der Royal Navy. Als mittleres Schiff der Klasse wurde sie mit ihren beiden Schwesterschiffen Active und Fearless auf der staatlichen Werft in Pembroke Dock gebaut.

Die Amphion war das erste Schiff der Royal Navy, das im Ersten Weltkrieg verloren ging.

## DieActive-Klasse
Die Schiffe der Active-Klasse waren die letzten „scout cruiser“, die die Royal Navy bauen ließ. Ihre Rolle zur Unterstützung der Flotte wurden zunehmend von den Leichten Kreuzern übernommen, die mit den über 5.000 ts verdrängenden Kreuzern der Town-Klasse parallel zu den späten „scout cruisern“ in den Dienst kamen. Die folgenden acht Schiffe der Arethusa-Klasse von 3.500 ts versuchten, die Vorteile beider Typen zu vereinigen, was erst bei der dann folgenden über 4.000 ts verdrängenden C-Klasse gelang, von der 28 Kreuzer in sieben Untergruppen gebaut wurden.
Die Kreuzer der Active-Klasse waren grundsätzlich den vorangegangenen „scouts“ der Blonde-Klasse ähnlich; der erkennbare äußerliche Unterschied war die pflugähnliche Bugform. Wie die vorangegangenen Aufklärungskreuzer hatten die Schiffe der Active-Klasse auch nur eine geringe Panzerung um die Maschinenräume. Bestellt wurden die Schiffe aus Mitteln des Marinehaushalts 1911 und in den Jahren 1910 und 1911 in Pembroke gebaut, wo zuvor auch die vier turbinengetriebenen „scouts“ der Blonde- und der Boadicea-Klasse gebaut worden waren. Die Amphion und ihre Schwestern kamen zwischen Dezember 1911 und Oktober 1913 in den Dienst der Navy. Die als letztes Schiff fertiggestellte Fearless wurde schon vor der Auslieferung etwas verändert, indem die Hauptbewaffnung um zwei 102-mm-Geschütze reduziert und ein 76-mm-Luftabwehrgeschütz und Scheinwerfer zusätzlich installiert wurden.
Bei Kriegsende galten die Schiffe dieses Typs als veraltet und die beiden verbliebenen Schiffe wurden Anfang der 1920er Jahre zum Abbruch verkauft.

## Einsatzgeschichte
Die am 4. Dezember 1911 vom Stapel gelaufene Amphion wurde bei Indienststellung Flottillenführer der 3. Zerstörer-Flottille bei der Harwich Force, die den Osteingang des Ärmelkanals verteidigen sollte. Erster Kommandant war der spätere Admiral Frederic Charles Dreyer (1878–1956), zuvor Stabschef des Vizeadmirals Jellicoe, der die Schießverfahren der Navy wesentlich weiterentwickelte und mit der Amphion auch den Schießwettbewerb der Flotte gewann.

## Untergang derAmphion
Am Nachmittag des 5. August 1914 lief die Amphion unter Captain Cecil H. Fox mit der 3. Zerstörerflottille aus, nachdem ein Fischdampfer ein verdächtiges Schiff gesichtet hatte, das „Dinge über Bord werfe“. Die Amphion führte die Flottille nach einem vorher geübten Suchplan zur vom Fischdampfer gemeldeten Position.

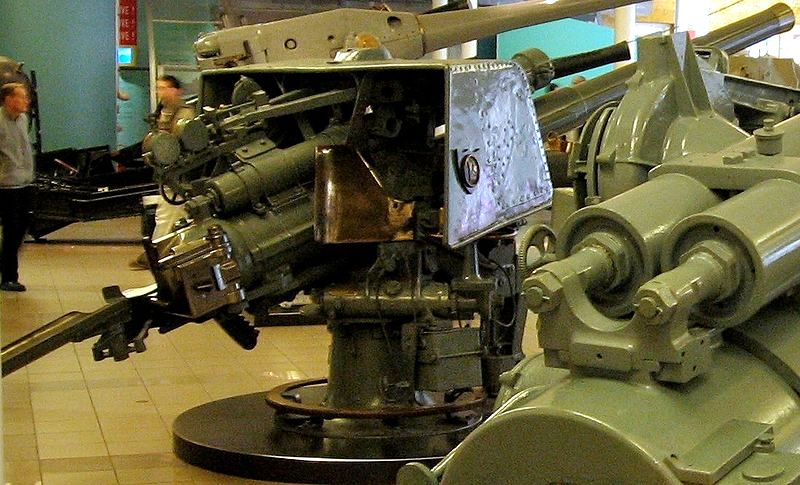
Geschütz der Lance, das den ersten Schuss der Royal Navy im Ersten Weltkrieg abgegeben haben soll

Schon bald wurde der nach Osten laufende Hilfsminenleger Königin Luise entdeckt. Das zum Minenleger umgebaute Seebäderschiff Königin Luise hatte in der Nacht zum 4. August Emden verlassen, um in der Themsemündung Minen zu legen. Zur Tarnung hatte sie den Anstrich der Dampfer der Great Eastern Railway erhalten, die den Fährdienst zwischen Harwich und Hoek van Holland versahen. Die Königin Luise versuchte, vor der Flottille wegzulaufen, was den Verdacht erhärtete, so dass vier Zerstörer, darunter Lance und Landrail, ihre Verfolgung aufnahmen. Die ersten Schüsse der Royal Navy auf See gegen ein feindliches Schiff wurden von der Lance gegen 10:30 Uhr auf die Königin Luise abgegeben. Nachdem weitere Zerstörer und die Amphion etliche Treffer erzielt hatten und ohne Chance, in neutrale Gewässer zu entfliehen oder sich mit den vorhandenen zwei Revolverkanonen zu verteidigen, versenkte der deutsche Kommandant sein Schiff durch Öffnen der Seeventile und befahl die Überlebenden der Beschießung in die Rettungsboote, als die Königin Luise um 12:22 Uhr brennend auf 51° 52′ N, 2° 30′ O als erstes deutsches Kriegsschiff des Ersten Weltkriegs sank. Von den britischen Schiffen wurden 46 Mann gerettet, die Zahl der Toten schwankt in den Angaben zwischen 54 und über 100.
Die Amphion übernahm 38 der Überlebenden und setzte die geplante Suchfahrt mit der Flottille fort. Nach kurzer Zeit wurde ein weiteres Schiff gesichtet, das ähnlich wie die Königin Luise aussah und eine große deutsche Flagge führte. Die Zerstörer griffen sofort dieses Schiff an, während die Amphion sie als St. Petersburg der Great Eastern Railway Company identifizierte, die den deutschen Botschafter aus Großbritannien nach Deutschland zurückbrachte. Amphion signalisierte dies an die Zerstörer und lief zwischen diese und die St. Petersburg, da das Feuer nicht sofort eingestellt wurde. Die St. Petersburg konnte dann ungestört weiterlaufen.

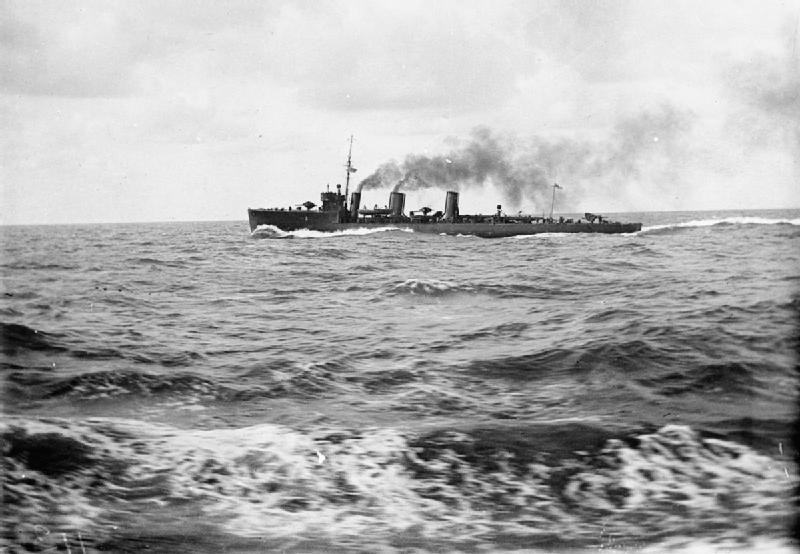
HMS Loyal, Zerstörer der L-Klasse

Am 6. August brach die Amphion gegen 3:30 Uhr die Suchfahrt ab und lief mit den Zerstörern zurück nach Harwich. Um 6:30 Uhr lief die Amphion mit 20 kn dann auf eine der von der Königin Luise während der Flucht abgeworfenen Minen. Bis auf einen Mann wurde die Bedienung des Buggeschützes getötet und fast das gesamte Brückenpersonal erlitt erhebliche Verbrennungen. Da im vorderen Messedeck das Frühstück ausgegeben wurde, starben dort auch viele Besatzungsmitglieder. Dem zeitweise bewusstlosen Kapitän gelang es zwar, die Maschine stoppen zu lassen, aber ein Fluten der Bugräume, um das Feuer zu ersticken, erwies sich als nicht mehr möglich.
Die begleitenden Zerstörer kamen heran und versuchten, mit Booten die Besatzung zu übernehmen. Um 7:03 Uhr trieb die Amphion erneut gegen eine Mine und das Magazin explodierte. Geschosse trafen dabei die Lark und töteten drei gerade gerettete Schiffbrüchige der Amphion, darunter einen der deutschen Gefangenen. Die Amphion sank innerhalb von 15 Minuten. Bei ihrem Untergang starben etwa 150 britische Seeleute und 18 der Überlebenden der Königin Luise.
Der Untergangsort der Amphion auf 52° 11′ N, 2° 36′ O ist durch den Protection of Military Remains Act 1986 geschützt.

## Die Schwesterschiffe
Auch die beiden Schwesterschiffe begannen ihren Kriegseinsatz bei der Harwich Force.
- Active: Stapellauf am 14. März 1911, in Dienst seit Dezember 1911 als Flottillenführer der 2. Zerstörerflottille in Harwich, 1915 der Grand Fleet zugeteilt und Teilnehmer der Skagerrakschlacht, Ende 1916 Flottillenführer der 4. Zerstörerflottille in Portsmouth, 1917 in Queenstown und dann in das Mittelmeer verlegt; am 21. Mai 1920 zum Abbruch verkauft.
- Fearless: Stapellauf am 12. Juni 1912; in Dienst seit Oktober 1913 als Flottillenführer der 1. Zerstörerflottille in Harwich, Teilnehmer am Seegefecht bei Helgoland im August 1914 und der Seeschlacht am Skagerrak, Ende 1916 Flottillenführer der 12. U-Boot-Flottille der Grand Fleet mit den dampfgetriebenen U-Booten der K-Klasse, am 31. Januar 1918 in die ironisch „Battle of May Island“ genannte Unfallserie verwickelt (wobei die Fearless das U-Boot K17 rammte und versenkte; insgesamt zwei U-Boote versenkt, vier und die Fearless erheblich beschädigt, über 100 Tote); Fearless wurde noch repariert und am 8. November 1921 zum Abbruch verkauft, der in Deutschland erfolgte.